# Ed Johnson (baloncestista)
Ed Lee Johnson, (Atlanta, Georgia, 17 de junio de 1944-5 de abril de 2016) fue un jugador y entrenador de baloncesto estadounidense. Con 2.03 metros de estatura, jugaba en la posición de pívot. Su hija Allison Johnson también juega al baloncesto, en la Universidad Estatal de Kennesaw.

## Trayectoria deportiva

### Universidad
Jugó durante tres temporadas con los Tigers de la Universidad Estatal de Tennessee, en las que promedió 13 puntos y 11 rebotes.

### Profesional
Fue elegido en la trigésimocuarta posición del Draft de la NBA de 1968 por los Seattle Supersonics. No llegaría a jugar en la NBA, pero si durante cinco temporadas en la ABA. Jugó una temporada en Los Angeles Stars y luego temporada y media en los New York Nets, de donde se marchó a los Chaparrals (actualmente Dallas Mavericks). En ese tiempo en el baloncesto estadounidense jugó 166 partidos, en los que anotó 2.039 puntos y capturó 1.688 rebotes, lo que hace una media de 12,3 puntos y 10,6 rebotes por partido. Después proseguiría su carrera como jugador en Europa durante 7 años, jugando durante 6 años en equipos de la provincia de Barcelona (Bàsquet Manresa, Club Joventut de Badalona y Club Bàsquet Mollet), y un año en el baloncesto francés, jugando en el Bagnolet. En su primera temporada en el Joventut ganó la Liga Española. Después de retirarse comenzó a entrenar y formó parte del cuerpo técnico del FC Barcelona, junto con Nino Buscató, cuando el primer equipo estaba a las órdenes de Antoni Serra. 
Después se instaló en Gijón, donde residió durante 27 años junto a su mujer, y se convirtió en una figura clave en el baloncesto asturiano. Entrenó al desaparecido Gijón Baloncesto en las temporada 1984-1985 y la 1988-1989. Posteriormente, sería segundo entrenador entre 1998-2000. En esos años trabajaría con un joven Luis Scola, entonces dando los primeros pasos en el profesionalismo cedido por el Saski Baskoni en Gijón. Las técnicas de entrenamiento de Ed Johnson eran en su momento muy novedosas, y entre ellas se incluían actividades de aeróbic con los jugadores de la primera plantilla del club gijonés.

## Vuelta a Estados Unidos
En 2012, después de residir durante 39 años en España regresa a Estados Unidos con sus hijas, Addie y Allison, y su mujer Isabel, para que sus hijas pudiesen seguir estudiando y jugando al voleibol (Addie) y al baloncesto (Allison). Su hija Allison Johnson, que había jugado en los equipos de baloncesto femenino del Colegio de las Ursulinas y del Colegio de la Inmaculada, se enroló en el Norcross High School y consiguió una beca deportiva para competir a nivel universitario con los Kennesaw State Owls.

## Fallecimiento
Fallece en el año 2016 a los 71 años de edad, en Norcross (Georgia).